# Tappeti di segatura
I tappeti di segatura sono dei manufatti artistici, tradizionali creati in occasione della festività religiosa del Corpus Domini in diverse parti del mondo usando della segatura (leggo truciolato fatto diventare polvere) colorata.
I tappeti variano variano in lunghezza e in larghezza, oltre che nella scelta dei disegni.

## La tecnica
La segatura colorata si ottiene partendo dalla segatura naturale cioè legno tritato, alla quale viene aggiunto il colore anche esso in polvere e per farlo amalgamare bene lo si mescola con dell'acqua.
Una volta che la segatura è asciutta per poterla stendere sul suolo è necessario l'utilizzo dello "staccio", cioè uno strumento di forma rettangolare dotato di una rete metallica a fori molto piccoli, attraverso i quali la segatura scende in modo omogeneo, così da non creare né buchi né avvallamenti.
Per poter realizzare i vari disegni occorre che la segatura venga posata sullo "stampo" che altro non è che un pannello di legno compensato intagliato secondo la figura che si vuole creare, e poi viene bruciata la parte che è stata intagliata così da eliminare eventuali residui di legno e consentire alla segatura che lo andrà a ricoprire di passare tranquillamente.
Il procedimento è molto semplice, si inizia ricoprendo i buchi naturali che la strada ha con della segatura naturale ossia senza essere stata colorata, così da poter permettere poi la sovrapposizione della segatura colorata in maniera omogenea, una volta fatto ciò, si passerà il primo strato si segatura colorata così da creare lo sfondo ed eventualmente la cornice del tappeto, dopodiché si adagia lo stampo con molta delicatezza per evitare di far alzare la segatura stesa precedentemente e che ora ha la consistenza di una polvere sottile, una volta che lo stampo è orizzontale e quindi completamente adagiato si ricoprono i buchi incisi precedentemente con un altro strato si segatura chiaramente di un colore diverso così da poter rendere visibile il disegno, una volta che lo stampo verrà sollevato rimarrà il disegno composto di sola segatura.

## Tappeti di segatura nel mondo

### Antigua
Antigua è una città del Guatemala; È stata dichiarata patrimonio dell'umanità dall'UNESCO nel 1979.
Città ricca di tradizioni religiose, che conservano ancora il fascino di quei tempi, grazie ai numerosi monasteri, e alle chiese ma soprattutto grazie alle pittoresche case coloniali situate lungo le strade pavimentate con semplici ciottoli.
Qui si realizzano gli alfombras de aserrin, ossia tappeti di segatura colorata e/o fiori, e che risalgono a una tradizione che affonda le sue radici nel periodo dell'occupazione coloniale del Guatemala.
Ad Antigua i tappeti di segatura vengono realizzati durante la settimana Santa, quindi nel periodo della Santa Pasqua diversamente dalle altre città qui elencate.
In questo periodo la città si trasforma radicalmente, diventando un luogo affascinante ed un'occasione da non perdere, da vedere almeno una volta nella vita, infatti qui si festeggia tutta la settimana con solenni processioni ed imponenti carri sorretti dalla folla, che sfilano per le strade circondate da banchetti di ogni genere di prelibatezza, sfilando ovviamente sopra i tappeti di segatura ma anche sopra tappeti fatti completamente di fiori e erba, oppure composti da aghi di pino colorati o addirittura utilizzando una tecnica mista di fiori e segatura e aghi di pino.
La processione si snoda per le vie della città e dura 10/12 ore, finisce a notte fonda, parte dalla Chiesa di San Francesco e in testa alla processione vi è un “baldacchino” lungo almeno 10 metri e pesante oltre 3 tonnellate con una base di legno su cui poggia la statua di Cristo, questo enorme monumento viene sorretto da 60 portantini uomini, vestiti con una tonaca viola ed incappucciati, dietro di loro un altro baldacchino di dimensioni più ridotte sorretto solamente da donne, il tutto viene accompagnato dalla banda che sta alla fine del corteo e che suona un incessante rullo di tamburi, la folla sta in religioso silenzio mentre viene sparso l'incedo che inonda le strade di Antigua.
Le processioni si svolgono tutti i giorni della settimana, in alcuni giorni possiamo assistere anche a più processioni di durata differente, per questo durante tutta la settimana i tappeti vengono rifatti alle prime ore dell'alba, questo comporta un enorme dispendio di energie ma i fedeli non si sgomentano, anzi tralasciano le faccende quotidiane per fermarsi a riflettere su questo periodo dell'anno così solenne.
Queste tipo di processioni, sono molto più intense infatti servono ai penitenti per espiare le proprie colpe e allo stesso tempo a far ricordare in una maniera molto suggestiva quello che è stato il calvario di Cristo, il tutto misto ad un sentimento di speranza che porta la settimana Santa.

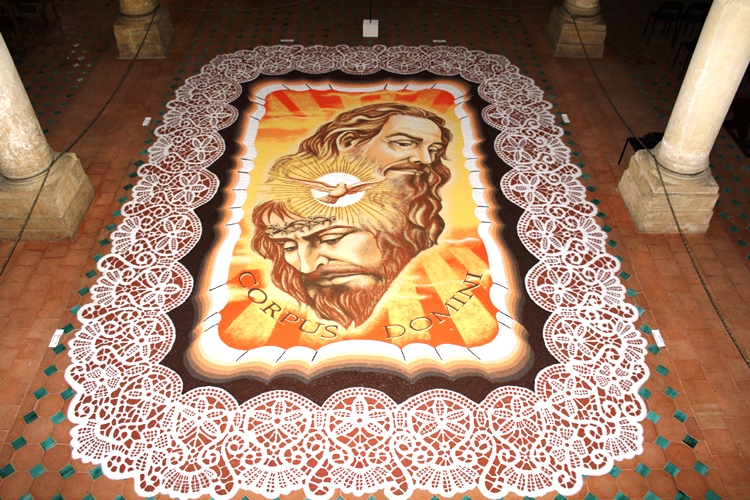
Tappeto realizzato a Calatafimi Segesta, nella Chiesa di san Michele, in occasione della solennità del Corpus Domini.

### Calatafimi
A Calatafimi il tappeto di segatura domina la navata centrale della Chiesa di San Michele con la sua maestosità (circa 6 x 9 metri) realizzato con segatura colorata, sabbia bianca e sale grosso.
Il tappeto è realizzato dall'Associazione Culturale Calatafimi e la tradizione è nata negli anni cinquanta ad opera di Monsignore Diego Taranto. Durante la Festa del Corpus Domini, si possono ammirare oltre ai tappeti di segatura anche le tradizionali “vampariate” (tradizionali falò allestiti dai giovani).

### Camaiore
La documentazione per la festa religiosa del Corpus Domini a Camaiore risale al 1495, dove viene ricordata nel libro delle spese per il consumo delle torce usate in questa solenne cerimonia, tuttavia si può ritenere che una festa religiosa di tale importanza si fosse svolta anche precedentemente. Un principio di decorazione delle strade in occasione di tale festa lo avremo solo a partire dal 6 giugno del 1844 quando partecipò il duca Carlo Ludovico di Borbone per il quale il popolo si organizzò per abbellire il percorso della processione con i tappeti alle finestre e dei fiori per terra. L’introduzione dei tappeti di segatura veri e propri risale alla permanenza dei Borbone di Parma a Camaiore, questa nuova introduzione sostituì definitivamente la precedente usanza dei tappeti di fiori e mortella (pianta profumata) non prima di un lungo periodo in cui queste due forme d’arte si mescolavano a vicenda, come ci racconta Vincenzo Tabarrani nel 1930 “le strade sono tappezzate di Mortella e di Timo boschereccio e di tratto in tratto si ammirano tra il verde disegni fatti con tintura di legno variamente colorata” .
Quindi i tappeti di pula (così viene chiamata la segatura nel dialetto locale) fanno la loro apparizione sul panorama culturale di Camaiore già negli anni 1930.
La tradizione dei tappeti di segatura si consolida a partire dai primi anni '60, quando i "tappetari", ossia coloro che realizzano il tappeto, simpatizzanti dei due più importanti gruppi politici del momento (partito comunista e democrazia cristiana) si sfidavano realizzando opere di incredibile lunghezza, addirittura oltre i cento metri ciascuno e di grande varietà cromatica sebbene utilizzassero ancora forme geometriche piuttosto semplici.
In seguito si avrà un'importante evoluzione tecnica iniziata dagli anni '70 e '80 dove, accanto al forte impatto visivo dato dalla lunghezza e dai colori utilizzati, si inseriscono il gusto artistico e la maestria tecnica dei migliori artisti locali, capaci di sviluppare capolavori della pittura antica e opere di vario genere legati a temi di attualità.
Lo sviluppo tecnico e artistico è poi cresciuto fino ai giorni nostri di pari passo alla partecipazione attiva dei cittadini: oggi si contano 14 gruppi che ogni anno si cimentano nella realizzazione di opere lunghe fino a 35 metri ciascuna, tappezzando per poche ore tutte le vie del centro storico camaiorese.
Il lavoro di questi ha una lunga preparazione: dopo aver scelto il tema i vari gruppi incominciano facendo il bozzetto del loro tappeto, poi passano alla segatura; si usa solitamente il legno di pioppo ma anche di pino o abete perché è più facile da reperire in quei luoghi e meno costoso.
Qualche giorno prima vengono tracciati i limiti del tappeto che sono 2 metri di larghezza e 35 di lunghezza, vengono tirate delle corde e con un gessetto vengono delimitate le estremità così che rimane la traccia una volta levata la corda, poi quando sulla strada si trovano dei piccoli buchi questi vengono riempiti con segatura naturale cioè senza colore in modo da far cadere la segatura colorata su una superficie che sia il più uniforme possibile.
Dal 1983 il Comune di Camaiore ha delineato regole precise sulle tecniche da usare, la lunghezza e il materiale che deve essere solo e soltanto segatura. La processione avviene all'interno del centro storico di Camaiore in Via Vittorio Emanuele dove la mattina i confratelli della compagnia del SS. Sacramento sfilano in processione con un baldacchino che è lo stesso dal 1800 secondo l’usanza introdotta dagli statuti.

### Elche
Nel comune spagnolo di Elche de la Sierra, nella comunità autonoma di Castiglia-La Mancia, dal 1964 si rinnova la tradizione di realizzare gli alfombras de serrin (tappeti di segatura) lungo tutto il tragitto percorso dalla processione liturgica che si svolge in occasione della solennità cattolica.
Nel 1964 gli abitanti di Elche de la Sierra (Albacete) crearono a sorpresa un tappeto di schegge colorate lungo il percorso della processione del Corpus Domini. Da allora questa bella tradizione è stata mantenuta. I primi a fare questo tappeto furono Carcelen Francisco, con la partecipazione del parroco Don Daniel Potamius, e l'aiuto di gruppi di cristianità.
Nel 1994 tappeti di segatura sono stati dichiarati di interesse turistico regionale, ciò ha incrementato la competitività tra gli alfombristas, che ogni anno si sfidano a creare un tappeto sempre più spettacolare, i gruppi di "alfombristas" cercano di superarsi realizzando nel modo migliore queste loro opere d'arte dalla vita breve, perché si dissolvono al passare dei fedeli.